# Mark Waters
Mark Stephen Waters (Wyandotte, 30 giugno 1964) è un regista e produttore cinematografico statunitense.

## Biografia
Fratello minore dello sceneggiatore e regista Daniel Waters, si laurea presso l'Università della Pennsylvania successivamente studia all'American Film Institute di San Francisco, diplomandosi nel 1994. Dopo aver fatto la gavetta per qualche anno come regista teatrale, nel 1997 debutta dietro la macchina da presa con la commedia nera La casa del sì, apprezzato al Sundance Film Festival.
Negli anni seguenti dirige i film Quel pazzo venerdì e Mean Girls, entrambi con protagonista Lindsay Lohan. Nel 2005 dirige la coppia Reese Witherspoon-Mark Ruffalo nella commedia fantastico-sentimentale Se solo fosse vero. 
Nel 2008 dirige Spiderwick - Le cronache, basato sulla saga fantasy Le cronache di Spiderwick di Holly Black e Tony DiTerlizzi. Sempre rimanendo legato alle tematiche fantastiche nel 2009 dirige la commedia romantica La rivolta delle ex, rilettura in chiave moderna del Canto di Natale di Charles Dickens.
Nel 2011 dirige la commedia I pinguini di Mr. Popper con protagonista Jim Carrey mentre nel 2014 torna al fantastico dirigendo Vampire Academy.

## Filmografia

### Regista

#### Cinema
- La casa del sì (The House of Yes), 1997
- Top model per caso (Head Over Heels), 2001
- Quel pazzo venerdì (Freaky Friday), 2003
- Mean Girls, 2004
- Se solo fosse vero (Just Like Heaven), 2005
- Spiderwick - Le cronache (The Spiderwick Chronicles), 2008
- La rivolta delle ex (Ghosts of Girlfriends Past), 2009
- I pinguini di Mr. Popper (Mr. Popper's Penguins), 2011
- Vampire Academy, 2014
- Babbo bastardo 2 (Bad Santa 2), 2016
- Magic Camp, 2020
- He's All That, 2021
- La madre della sposa (Mother of the Bride), 2024
- La dolce villa, 2025

#### Televisione
- Made in Jersey (serie TV, episodi Il primo caso e Un matrimonio perfetto), 2012
- Le streghe dell'East End (Witches of East End, serie TV, episodio Magie, inganni e bugie), 2013

### Sceneggiatore
- La casa del sì (The House of Yes), 1997

### Produttore
- America dopo (Sorry, Haters), 2005
- (500) giorni insieme (500 Days of Summer), 2009